# Lynn (Arkansas)
Lynn é uma cidade  localizada no estado americano de Arkansas, no Condado de Lawrence.

## Demografia
Segundo o censo americano de 2000, a sua população era de 315 habitantes.
Em 2006, foi estimada uma população de 301, um decréscimo de 14 (-4.4%).

## Geografia
De acordo com o United States Census Bureau, a localidade tem uma área de 6,2 km², sem área coberta por água.

## Localidades na vizinhança
O diagrama seguinte representa as localidades num raio de 24 km ao redor de Lynn.